# 일본 제국 치하의 대만의 행정 구역
이 문서는 1895년부터 1945년까지 존재했던 일본 제국 치하의 대만(대만일치시기)의 행정 구역에 대해 설명한다.

## 1895년 ~ 1901년

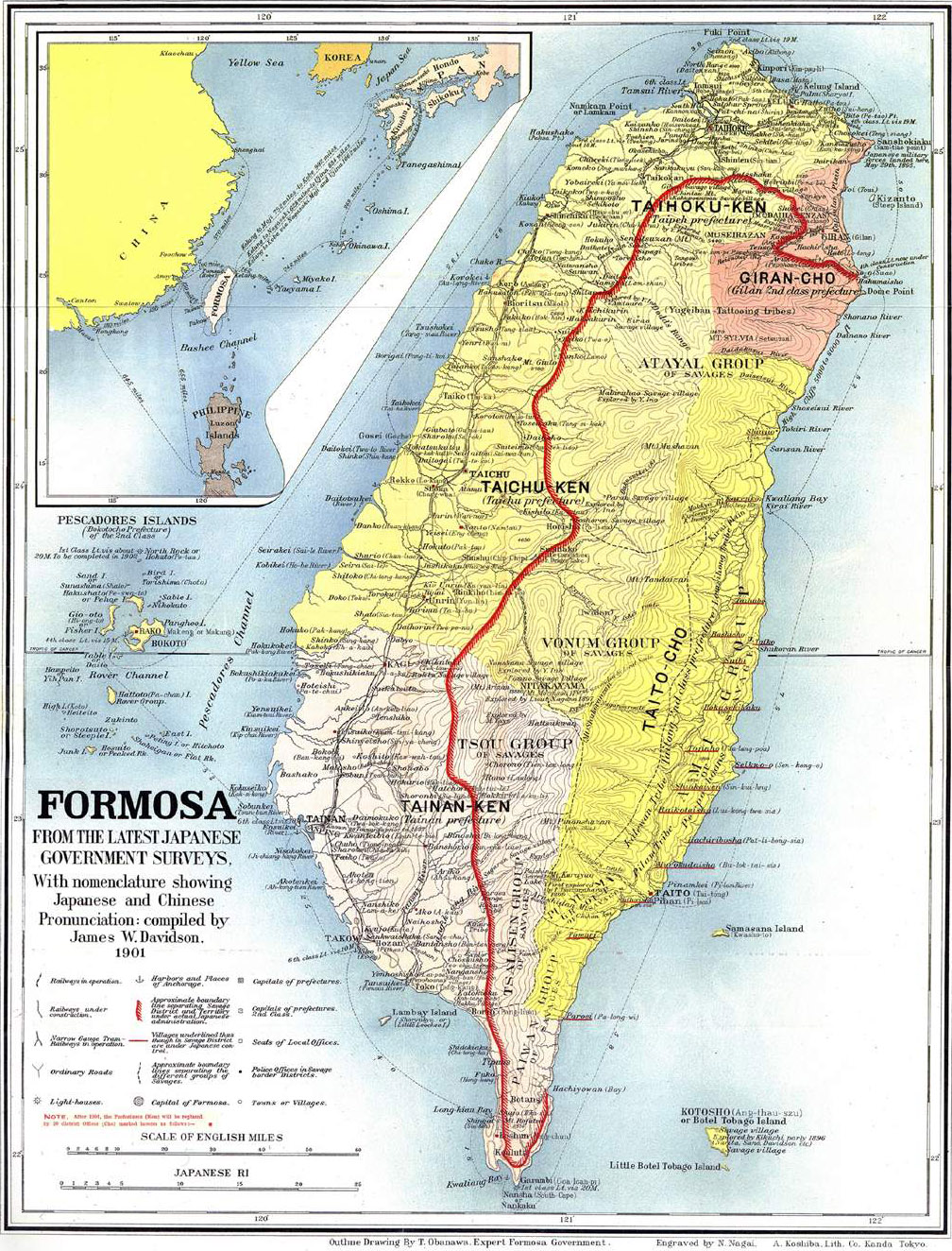
1901년 당시의 대만의 행정 구역

1895년 5월부터 1901년 11월까지는 행정 구역이 여러 차례 변경되었다.
| 1895년 5월 ~ 1895년 8월 (3개 현, 1개 청) | 1895년 8월 ~ 1896년 3월 (1개 현, 2개 민정지부, 1개 청) | 1896년 4월 ~ 1897년 6월 (3개 현, 1개 청) |
| ---------------------------------------- | ------------------------------------------------------ | ---------------------------------------- |
| 다이호쿠현 (臺北縣)                      | 다이호쿠현 (臺北縣)                                    | 다이호쿠현 (臺北縣)                      |
| 다이완현 (臺灣縣)                        | 다이완 민정지부 (臺灣民政支部)                         | 다이추현 (臺中縣)                        |
| 다이난현 (臺南縣)                        | 다이난 민정지부 (臺南民政支部)                         | 다이난현 (臺南縣)                        |
| 호코토청 (澎湖島廳)                      | 호코토청 (澎湖島廳)                                    | 호코토청 (澎湖島廳)                      |

| 1897년 6월 ~ 1898년 6월 (6개 현, 3개 청) | 1898년 6월 ~ 1901년 4월 (3개 현, 3개 청) | 1901년 5월 ~ 1901년 11월 (3개 현, 4개 청) |
| ---------------------------------------- | ---------------------------------------- | ----------------------------------------- |
| 다이호쿠현 (臺北縣)                      | 다이호쿠현 (臺北縣)                      | 다이호쿠현 (臺北縣)                       |
| 신치쿠현 (新竹縣)                        | 다이호쿠현 (臺北縣)                      | 다이호쿠현 (臺北縣)                       |
| 다이추현 (臺中縣)                        | 다이추현 (臺中縣)                        | 다이추현 (臺中縣)                         |
| 가기현 (嘉義縣)                          | 다이추현 (臺中縣)                        | 다이추현 (臺中縣)                         |
| 다이난현 (臺南縣)                        | 다이난현 (臺南縣)                        | 다이난현 (臺南縣)                         |
| 호잔현 (鳳山縣)                          | 다이난현 (臺南縣)                        | 고슌청 (恆春廳)                           |
| 기란청 (宜蘭廳)                          | 기란청 (宜蘭廳)                          | 기란청 (宜蘭廳)                           |
| 다이토청 (臺東廳)                        | 다이토청 (臺東廳)                        | 다이토청 (臺東廳)                         |
| 호코청 (澎湖廳)                          | 호코청 (澎湖廳)                          | 호코청 (澎湖廳)                           |

## 1901년 ~ 1920년
1901년 11월에 현(縣)이 폐지되고 20개 청(廳)으로 개편되었다. 1909년 10월에는 12개 청으로 개편되었다. 청(廳) 밑에는 지청(支廳), 지청 밑에는 구(區), 구 밑에는 가(街), 장(庄)을 두었다.
| 1901년 11월 ~ 1909년 10월 (20개 청) | 1909년 10월 ~ 1920년 8월 (12개 청) |
| ----------------------------------- | ---------------------------------- |
| 다이호쿠청 (臺北廳)                 | 다이호쿠청 (臺北廳)                |
| 기룬청 (基隆廳)                     | 다이호쿠청 (臺北廳)                |
| 신코청 (深坑廳)                     | 다이호쿠청 (臺北廳)                |
| 기란청 (宜蘭廳)                     |                                    |
| 기란청 (宜蘭廳)                     |                                    |
| 도시엔청 (桃仔園廳)                 | 도엔청 (桃園廳)                    |
| 신치쿠청 (新竹廳)                   | 신치쿠청 (新竹廳)                  |
| 뵤리쓰청 (苗栗廳)                   | 신치쿠청 (新竹廳)                  |
| 다이추청 (臺中廳)                   |                                    |
| 다이추청 (臺中廳)                   |                                    |
| 쇼카청 (彰化廳)                     |                                    |
| 난토청 (南投廳)                     | 난토청 (南投廳)                    |
| 도로쿠청 (斗六廳)                   | 난토청 (南投廳)                    |
| 가기청 (嘉義廳)                     |                                    |
| 가기청 (嘉義廳)                     |                                    |
| 엔스이코청 (鹽水港廳)               |                                    |
| 다이난청 (臺南廳)                   |                                    |
| 다이난청 (臺南廳)                   |                                    |
| 호잔청 (鳳山廳)                     |                                    |
| 반쇼료청 (蕃薯寮廳)                 | 아코청 (阿猴廳)                    |
| 아코청 (阿猴廳)                     | 아코청 (阿猴廳)                    |
| 고슌청 (恆春廳)                     | 아코청 (阿猴廳)                    |
| 다이토청 (臺東廳)                   | 다이토청 (臺東廳)                  |
| 다이토청 (臺東廳)                   | 가렌코청 (花蓮港廳)                |
| 호코청 (澎湖廳)                     | 호코청 (澎湖廳)                    |

## 1920년 ~ 1945년

1945년 이전까지의 대만의 행정 구역

1920년 10월에 제정된 《대만 주제》(臺灣州制, 다이쇼 9년(1920년) 율령 제3호)에 따라 5개 주, 2개 청으로 개편되었으며 1926년 7월에는 호코 청이 다카오 주에서 분리되어 신설되었다.
1926년 7월부터 1945년 10월까지 대만에는 5개 주, 3개 청으로 구성되어 있었다. 주와 청 아래에는 11개 시(市), 51개 군(郡), 2개 지청(支廳)이 설치되어 있었으며 군과 지청 아래에는 67개 가(街), 264개 장(庄)이 설치되어 있었다.

### 주(州)·청(廳)
| 1920년 10월 ~ 1926년 7월 (5개 주, 2개 청) | 1926년 7월 ~ 1945년 10월 (5개 주, 3개 청) |
| ----------------------------------------- | ----------------------------------------- |
| 다이호쿠주 (臺北州)                       | 다이호쿠주 (臺北州)                       |
| 신치쿠주 (新竹州)                         | 신치쿠주 (新竹州)                         |
| 다이추주 (臺中州)                         | 다이추주 (臺中州)                         |
| 다이난주 (臺南州)                         | 다이난주 (臺南州)                         |
| 다카오주 (高雄州)                         | 다카오주 (高雄州)                         |
| 다이토청 (臺東廳)                         | 다이토청 (臺東廳)                         |
| 가렌코청 (花蓮港廳)                       | 가렌코청 (花蓮港廳)                       |
| 다카오주 호코군 (高雄州 澎湖郡)           | 호코청 (澎湖廳)                           |

### 시(市)·군(郡)
1920년 10월에 제정된 《대만 시제》(臺灣市制, 다이쇼 9년(1920년) 율령 제5호)에 따라 9개 시가 신설되었다. 1945년 10월까지 대만에는 11개 시(市), 51개 군(郡)이 설치되어 있었다.
- 다이호쿠주
  - 다이호쿠시 (臺北市, 타이베이시), 기룬시 (基隆市, 지룽시), 기란시 (宜蘭市, 이란시)
- 신치쿠주
  - 신치쿠시 (新竹市, 신주시)
- 다이추주
  - 다이추시 (臺中市, 타이중시), 쇼카시 (彰化市, 장화시)
- 다이난주
  - 다이난시 (臺南市, 타이난시), 가기시 (嘉義市, 자이시)
- 다카오주
  - 다카오시 (高雄市, 가오슝시), 헤이토시 (屛東市, 핑둥시)
- 가렌코청
  - 가렌코시 (花蓮港市, 화롄시)

### 가(街)·장(庄)
1920년 10월에 제정된 《대만 가장제》(臺灣街庄制, 다이쇼 9년(1920년) 율령 제6호)에 따라 가(街), 장(庄)이 신설되었다. 1945년 10월까지 대만에는 67개 가(街), 264개 장(庄)이 설치되어 있었다.

## 같이 보기
- 대만의 행정 구역